# Chendian, Hunan
Chendian (kinesiska: 陈店, 陈店乡) är en socken i Kina. Den ligger i provinsen Henan, i den centrala delen av landet, omkring 370 kilometer söder om provinshuvudstaden Zhengzhou. Antalet invånare är 11 017. Befolkningen består av 5 413 kvinnor och 5 604 män. Barn under 15 år utgör 23,0 %, vuxna 15-64 år 64 %, och äldre över 65 år 12,0 %.
Genomsnittlig årsnederbörd är 1 378 millimeter. Den regnigaste månaden är juli, med i genomsnitt 253 mm nederbörd, och den torraste är december, med 18 mm nederbörd.